# Informacja topograficzna
Informacja topograficzna to pewien zbiór wiadomości o położeniu, własnościach geometrycznych i relacjach przestrzennych, a także o cechach, funkcjach i właściwościach obiektów, zjawisk i procesów, odniesionych do powierzchni Ziemi, wybranych i scharakteryzowanych zgodnie z przyjętymi założeniami dla tworzonego modelu topografii terenu. Informacja topograficzna może charakteryzować się różnym stopniem dokładności lokalizacji przestrzennej, precyzji sformułowań merytorycznych, szczegółowości lub uogólnienia, aktualności, wiarygodności i kompletności.

## Źródła pozyskania informacji topograficznej możemy podzielić na
1. podstawowe: bezpośrednie pomiary geodezyjne lub topograficzne (rzadko stosowane), terenowe pomiary GPS, pomiary fotogrametryczne połączone z fotointerpretacją zdjęć lotniczych, poparte wywiadem terenowym, teledetekcja obrazów satelitarnych o dużej rozdzielczości spektralnej i wysokiej rozdzielczości przestrzennej, ortofotomapa,
2. pomocnicze:
  1. funkcjonujące systemy informacji o terenie takie, jak np.: mapa zasadnicza, kataster (ewidencja gruntów i budynków), monitoring wód i powietrza atmosferycznego itp.,
  2. mapy topograficzne 1:10 000, 1 :25 000, 1 :50 000,
  3. wybrane informacje z map tematycznych takich jak: mapa geologiczna 1:50 000 (gł. wersja A - utwory powierzchniowe), mapa hydrograficzna 1:50 000, mapa sozologiczna 1 :50 000, mapy leśne 1 :5 000 oraz 1 :25 000 (1 :20 000),
  4. wybrane informacje z krajowych lub lokalnych systemów informacji geograficznej o różnej tematyce, jak np. system informatyczny gospodarki wodnej realizowany w Regionalnych Zarządach Gospodarki Wodnej, Baza Danych o Ochronie Przyrody funkcjonująca w Wydziale Ochrony Środowiska Urzędu Województwa Pomorskiego itp.,
  5. wybrane informacje z materiałów tekstowych typu : dane statystyczne (publikacje GUS i WUS-ów), „Roczniki hydrologiczne" i „Roczniki klimatyczne" (IMiGW), „Biblioteka Monitoringu Środowiska" (PIOŚ), szczegółowe bazy danych dotyczące różnych aspektów środowiska geograficznego, informatory turystyczne, rozkłady jazdy komunikacji autobusowej i kolejowej itp.

Wykorzystanie informacji pozyskanej z wyżej wymienionych źródeł, ma sens tylko wówczas, gdy będziemy mieć pewność co do jej aktualności.